# Juvanc
Juvanc je priimek v Sloveniji, ki ga je po podatkih Statističnega urada Republike Slovenije na dan 1. januarja 2010 uporabljalo 42 oseb.

## Znani nosilci priimka
- Alojzij Juvanc (*1942), gradbenik, prometni strokovnjak (avtoceste)
- Jožef Juvanc (1869–1933), duhovnik, pevec in dirigent (zborovodja), gospodarstvenik ter pobudnik ustanovitve samostojne župnije Rakek
- Maia Juvanc, muzikologinja